# Réserve naturelle de Fugløyrogn
La Réserve naturelle de Fugløyrogn  est une aire protégée norvégienne qui est située dans le municipalité de Larvik, dans le comté de Vestfold.

## Description
La réserve naturelle de 0,057 km2 a été créée en 1978 sur l'îlot de Fugløyrogn, entre la péninsule de Mølen, appartenant au village de Nevlunghavn, et l'île de Fugløya.
L'îlot se trouve au milieu de la zone de conservation des oiseaux de Mølen qui contient aussi la réserve naturelle de Låven. Elle fait aussi partie du Géoparc Gea Norvegica.
C'est une zone de nidification et de nourriture importante pour les oiseaux marins. En 2008, la population d'oiseaux de l'île a été enregistrée. Le goéland cendré, le goéland marin, l'huîtrier pie, l'eider à duvet, le goéland argenté et la sterne pierregarin viennent nicher dans la réserve.